# Саллі Сарр
Саллі Сарр (фр. Sally Sarr, араб. سالي سار, нар. 6 травня 1986, Гавр) — французький і мавританський футболіст, правий захисник швейцарського клубу «Етуаль Каруж» і національної збірної Мавританії.

## Клубна кар'єра
Вихованець академії клубу «Гавр» з рідного однойменного міста. В сезоні 2006/07 включався до заявки його основної команди, утім в іграх французької першості у її складі участі так і не брав.
Натомість дебютував у дорослому футболі на рівні другого дивізіону Греції, де в сезоні 2007/08 захищав кольори клубу «Фрасивулос».
2009 року перебрався до Швейцарії, де протягом трьох сезонів грав за друголіговий «Віль».
Згодом протягом 2011–2017 років грав у найвищому швейцарському дивізіоні за «Люцерн». Спочатку був стабільним гравцем основного складу команди, яка регулярно боролася за найвищі місця у чемпіонаті, утім згодом почав програвати конкуренцію за місце на полі, отримуючи дедалі менше ігрового часу.
2017 року залишив «Люцерн» і уклав контракт з клубом «Серветт», повернувшись таким чином до другого шаейцарського дивізіону. А за два роки його новим клубом став «Етуаль Каруж», представник вже третього за силою дивізіону Швейцарії.

## Виступи за збірну
Маючи мавританське походження, отримав пропозицію на рівні збірних захищати кольори цієї країни і 2016 року дебютував в офіційних матчах у складі національної збірної Мавританії.
Був у заявці збірної на перший у її історії великий міжнародний турнір — Кубок африканських націй 2019 року в Єгипті, де залишався гравцем резерву і на поле не виходив.